# Single Life
Single Life é um filme de drama mudo britânico de 1921, dirigido por Edwin J. Collins, estrelado por Campbell Gullan, Kathleen Vaughan e Sydney Paxton.

## Elenco
- Campbell Gullan - Gerald Hunter
- Kathleen Vaughan - Hester
- Sydney Paxton - John Pierce
- Evelyn Hope - Madame Roland
- Cyril Raymond - John Henty